# Bipectilus gracilirami
Bipectilus gracilirami är en fjärilsart som beskrevs av Nielsen 1988. Bipectilus gracilirami ingår i släktet Bipectilus och familjen rotfjärilar. Inga underarter finns listade i Catalogue of Life.